# Marta (gènere)
Els marts (o les martes) són el conjunt d'espècies que formen el gènere Martes de la família dels mustèlids. Els marts són animals carnívors, relacionats amb els visons i els mostels. Molts habiten els arbres i les seves preses acostumen a ser esquirols, a més d'ocells i ous.
Treballs recents d'anàlisi d'ADN suggereixen que en realitat el gènere Martes és polifilètic i, per tant no forma estrictament un clade, amb una espècie, Martes americana, que hauria d'associar-se amb el gènere Gulo.

## Taxonomia
- Mart nord-americà (Martes americana)
- mart de coll groc (Martes flavigula)
- Fagina (Martes foina)
- Mart del Nilgiri (Martes gwatkinsii)
- Mart (Martes martes)
- Mart del Japó (Martes melampus)
- M. wenzensis †
- Mart gibelí (Martes zibellina)